# Острова (Солецкий район)
Острова — деревня в Солецком районе Новгородской области, входит в состав Дубровского сельского поселения.
Рядом протекает река Иловенка. 

## Население
| 2010 |
| ---- |
| 20   |